# Saint-Arcons-de-Barges
Pour les articles homonymes, voir Barges.
Saint-Arcons-de-Barges est une commune française située dans le département de la Haute-Loire en région Auvergne-Rhône-Alpes.

## Géographie

### Localisation
La commune de Saint-Arcons-de-Barges se trouve dans le département de la Haute-Loire, en région Auvergne-Rhône-Alpes. La commune est limitrophe du département de l'Ardèche.
Elle se situe à 37 km par la route du Puy-en-Velay, préfecture du département, et à 30 km de Cussac-sur-Loire, bureau centralisateur du canton du Velay volcanique dont dépend la commune depuis 2015 pour les élections départementales.
Les communes les plus proches sont : 
Barges (2,3 km), Arlempdes (2,9 km), Vielprat (3,0 km), Saint-Paul-de-Tartas (4,2 km), Salettes (4,3 km), Lafarre (5,3 km), Coucouron (5,5 km), Goudet (5,5 km).
Le village est isolé : la seule route le desservant est la D532, qui rejoint la D53 traversant la partie sud de la commune, en chemin vers Barges (à l'ouest) et vers Coucouron (au sud-est) et Saint-Paul-de-Tartas (au sud).
| Arlempdes |                        | Vielprat            |
| Barges    | Saint-Arcons-de-Barges | Lafarre             |
|           | Saint-Paul-de-Tartas   | Coucouron (Ardèche) |

### Hydrographie
Saint-Arcons-de-Barges est arrosé par la Méjeanne, petit cours d'eau d'environ 17,5 km qui prend source à Lavillatte et Issanlas (Ardèche), entre sur la commune au moulin de Montbel au sud-est, en ressort au nord à la confluence avec le ruisseau des Outilles et rejoint la Loire entre Vielprat et Arlempdes. 

Le ruisseau des Orilles prend source au lieu-dit le Pommier sur Saint-Arcon, et remonte vers le nord-ouest pour servir de limite de commune avec Vielprat sur environ 710 m.
Le village domine, sur son côté nord, la confluence avec le ruisseau de Barges venant de l'ouest et qui, 350 m avant de rejoindre la Méjeanne, reçoit en rive droite les eaux réunies du ruisseau du Passadou et du ru du Mas.

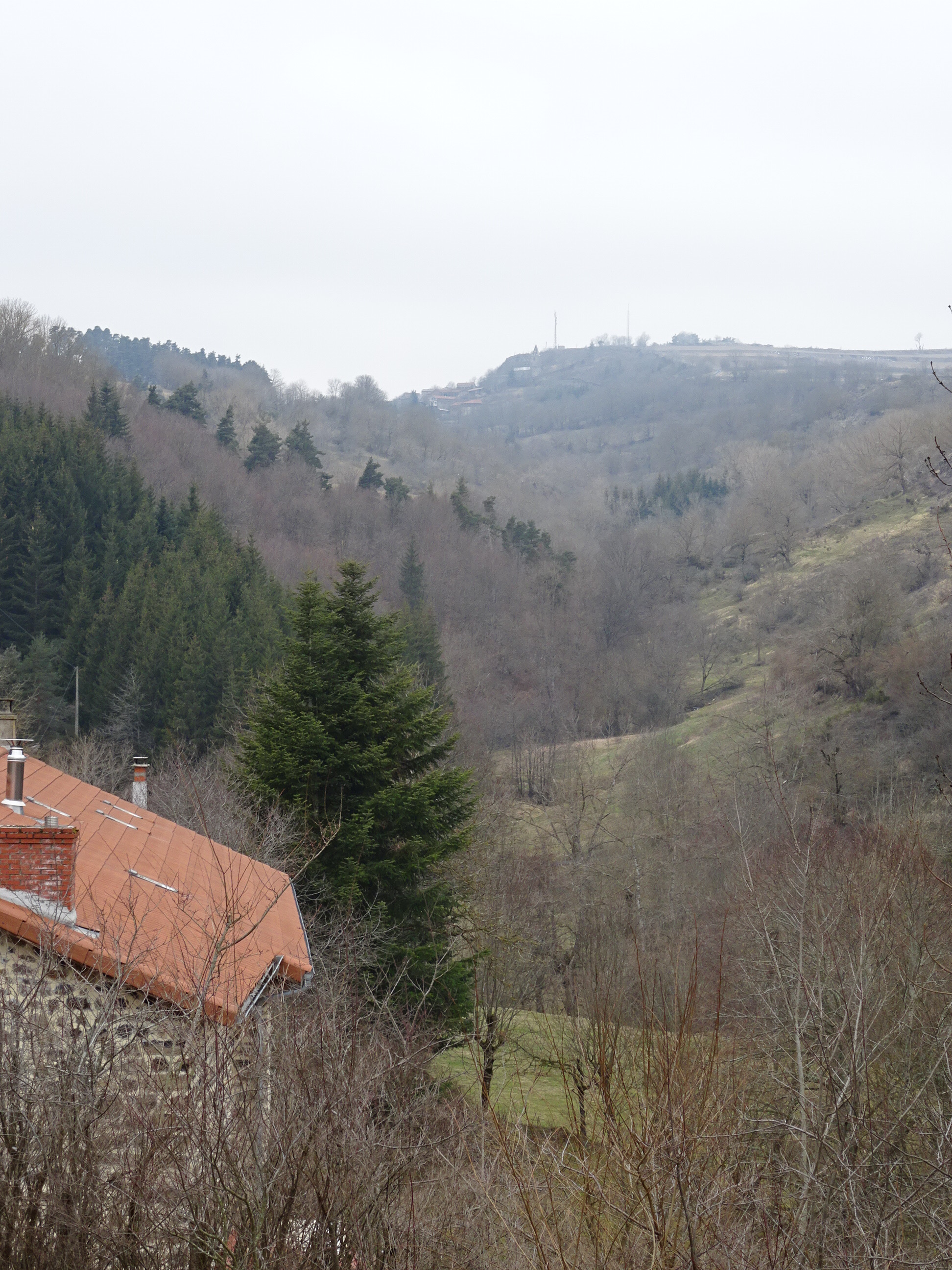
Vallée du ruisseau de Barges,
vue vers l'ouest depuis l'église

### Climat
Pour des articles plus généraux, voir Climat d'Auvergne-Rhône-Alpes et Climat de la Haute-Loire.
En 2010, le climat de la commune est de type climat de montagne, selon une étude du Centre national de la recherche scientifique s'appuyant sur une série de données couvrant la période 1971-2000. En 2020, Météo-France publie une typologie des climats de la France métropolitaine dans laquelle la commune est exposée à un climat de montagne ou de marges de montagne et est dans la région climatique Sud-est du Massif Central, caractérisée par une pluviométrie annuelle de 1 000 à 1 500 mm, minimale en été, maximale en automne.
Pour la période 1971-2000, la température annuelle moyenne est de 8 °C, avec une amplitude thermique annuelle de 15,9 °C. Le cumul annuel moyen de précipitations est de 1 230 mm, avec 10 jours de précipitations en janvier et 6,4 jours en juillet. Pour la période 1991-2020, la température moyenne annuelle observée sur la station météorologique de Météo-France la plus proche, « Saint-Paul-de-Tartas », sur la commune de Saint-Paul-de-Tartas à 4 km à vol d'oiseau, est de 7,3 °C et le cumul annuel moyen de précipitations est de 787,7 mm,. Pour l'avenir, les paramètres climatiques de la commune estimés pour 2050 selon différents scénarios d'émission de gaz à effet de serre sont consultables sur un site dédié publié par Météo-France en novembre 2022.

## Urbanisme

### Typologie
Au 1er janvier 2024, Saint-Arcons-de-Barges est catégorisée commune rurale à habitat très dispersé, selon la nouvelle grille communale de densité à sept niveaux définie par l'Insee en 2022.
Elle est située hors unité urbaine et hors attraction des villes,.

### Occupation des sols
L'occupation des sols de la commune, telle qu'elle ressort de la base de données européenne d’occupation biophysique des sols Corine Land Cover (CLC), est marquée par l'importance des territoires agricoles (61,8 % en 2018), une proportion sensiblement équivalente à celle de 1990 (61,2 %). La répartition détaillée en 2018 est la suivante : forêts (36,1 %), prairies (33 %), zones agricoles hétérogènes (28,7 %), milieux à végétation arbustive et/ou herbacée (2,2 %). L'évolution de l’occupation des sols de la commune et de ses infrastructures peut être observée sur les différentes représentations cartographiques du territoire : la carte de Cassini (XVIIIe siècle), la carte d'état-major (1820-1866) et les cartes ou photos aériennes de l'IGN pour la période actuelle (1950 à aujourd'hui).

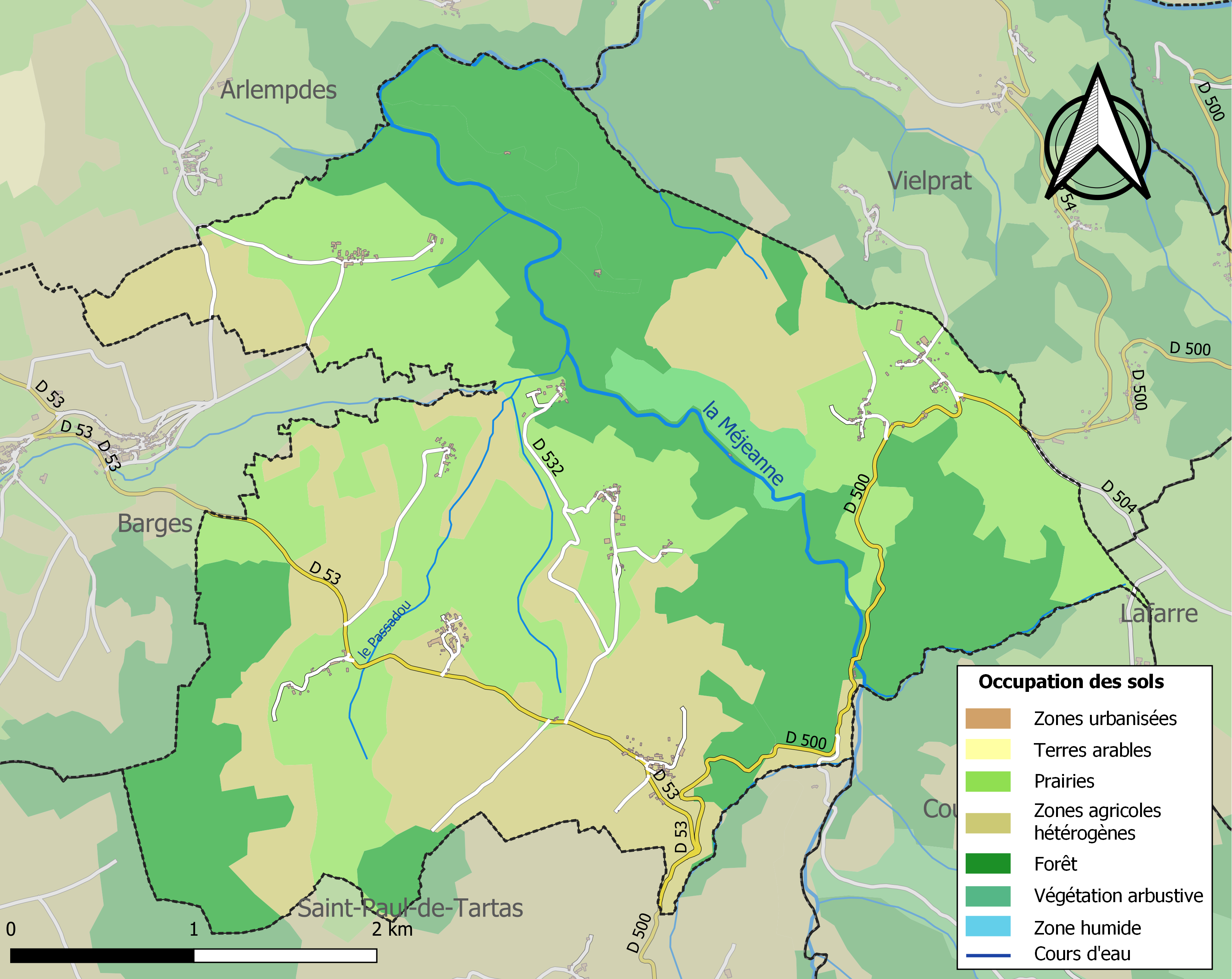
Carte des infrastructures et de l'occupation des sols de la commune en 2018 (CLC).

### Habitat et logement
En 2018, le nombre total de logements dans la commune était de 165, alors qu'il était de 163 en 2013 et de 159 en 2008.
Parmi ces logements, 34,5 % étaient des résidences principales, 65,5 % des résidences secondaires et 0 % des logements vacants. Ces logements étaient pour 98,8 % d'entre eux des maisons individuelles et pour 0,6 % des appartements.
Le tableau ci-dessous présente la typologie des logements à Saint-Arcons-de-Barges en 2018 en comparaison avec celle de la Haute-Loire et de la France entière. Une caractéristique marquante du parc de logements est ainsi une proportion de résidences secondaires et logements occasionnels (65,5 %) supérieure à celle du département (16,1 %) et à celle de la France entière (9,7 %). Concernant le statut d'occupation de ces logements, 89,3 % des habitants de la commune sont propriétaires de leur logement (94,7 % en 2013), contre 70 % pour la Haute-Loire et 57,5 pour la France entière.
| Typologie                                               | Saint-Arcons-de-Barges | Haute-Loire | France entière |
| ------------------------------------------------------- | ---------------------- | ----------- | -------------- |
| Résidences principales (en %)                           | 34,5                   | 71,5        | 82,1           |
| Résidences secondaires et logements occasionnels (en %) | 65,5                   | 16,1        | 9,7            |
| Logements vacants (en %)                                | 0                      | 12,4        | 8,2            |

## Toponymie
Anciennes mentions : Parochia S. Arconcii (1234), S. Arcontius, prior secularis ecclesiæ S. Arconsii, Vivariens. dioc. (1459), S. Arcons (1563), Arcons-Méjanne, Arcons-de-Barges (1793).
Saint-Arcons-de-Barges représenterait un nom d'origine grecque, Arcontius, évêque de Viviers, décédé au VIIIe siècle, et de Barges, dérivé de l'occitan pluriel barjo, signifiant « meule de foin »,.

## Politique et administration

### Découpage territorial
La commune de Saint-Arcons-de-Barges est membre de la communauté de communes des Pays de Cayres et de Pradelles, un établissement public de coopération intercommunale (EPCI) à fiscalité propre créé le 31 décembre 2000 dont le siège est à Costaros. Ce dernier est par ailleurs membre d'autres groupements intercommunaux.
Sur le plan administratif, elle est rattachée à l'arrondissement du Puy-en-Velay, au département de la Haute-Loire, en tant que circonscription administrative de l'État, et à la région Auvergne-Rhône-Alpes.
Sur le plan électoral, elle dépend du canton du Velay volcanique pour l'élection des conseillers départementaux, depuis le redécoupage cantonal de 2014 entré en vigueur en 2015, et de la deuxième circonscription de la Haute-Loire   pour les élections législatives, depuis le redécoupage électoral de 1986.

### Liste des maires
| Période                                  | Période                    | Identité       | Étiquette | Qualité |
| ---------------------------------------- | -------------------------- | -------------- | --------- | ------- |
| Les données manquantes sont à compléter. |                            |                |           |         |
| mars 2001                                | mars 2008                  | Jean Aurand    |           |         |
| mars 2008                                | En cours (au 28 août 2014) | Lionel Bruchet |           |         |

## Population et société

### Démographie

#### Évolution démographique
L'évolution du nombre d'habitants est connue à travers les recensements de la population effectués dans la commune depuis 1793. Pour les communes de moins de 10 000 habitants, une enquête de recensement portant sur toute la population est réalisée tous les cinq ans, les populations de référence des années intermédiaires étant quant à elles estimées par interpolation ou extrapolation. Pour la commune, le premier recensement exhaustif entrant dans le cadre du nouveau dispositif a été réalisé en 2004.

En 2022, la commune comptait 116 habitants, en évolution de −4,13 % par rapport à 2016 (Haute-Loire : +0,36 %, France hors Mayotte : +2,11 %).
| 1793  | 1800 | 1806 | 1821 | 1831 | 1836 | 1841 | 1846 | 1851 |
| ----- | ---- | ---- | ---- | ---- | ---- | ---- | ---- | ---- |
| 1 387 | 510  | 613  | 664  | 657  | 701  | 700  | 680  | 700  |

| 1856 | 1861 | 1866 | 1872 | 1876 | 1881 | 1886 | 1891 | 1896 |
| ---- | ---- | ---- | ---- | ---- | ---- | ---- | ---- | ---- |
| 692  | 713  | 727  | 737  | 783  | 751  | 770  | 722  | 770  |

| 1901 | 1906 | 1911 | 1921 | 1926 | 1931 | 1936 | 1946 | 1954 |
| ---- | ---- | ---- | ---- | ---- | ---- | ---- | ---- | ---- |
| 781  | 783  | 738  | 638  | 627  | 552  | 541  | 508  | 432  |

| 1962 | 1968 | 1975 | 1982 | 1990 | 1999 | 2004 | 2006 | 2009 |
| ---- | ---- | ---- | ---- | ---- | ---- | ---- | ---- | ---- |
| 394  | 328  | 265  | 192  | 167  | 118  | 126  | 124  | 113  |

| 2014 | 2019 | 2022 | - | - | - | - | - | - |
| ---- | ---- | ---- | - | - | - | - | - | - |
| 121  | 116  | 116  | - | - | - | - | - | - |

#### Pyramide des âges
La population de la commune est relativement âgée.
En 2018, le taux de personnes d'un âge inférieur à 30 ans s'élève à 17,2 %, soit en dessous de la moyenne départementale (31 %). À l'inverse, le taux de personnes d'âge supérieur à 60 ans est de 50,1 % la même année, alors qu'il est de 31,1 % au niveau départemental.
En 2018, la commune comptait 62 hommes pour 56 femmes, soit un taux de 52,54 % d'hommes, largement supérieur au taux départemental (49,13 %).
Les pyramides des âges de la commune et du département s'établissent comme suit.
| Hommes | Classe d’âge | Femmes |
| ------ | ------------ | ------ |
| 0,0    | 90 ou +      | 1,8    |
| 13,1   | 75-89 ans    | 14,6   |
| 37,7   | 60-74 ans    | 32,7   |
| 24,6   | 45-59 ans    | 18,2   |
| 9,8    | 30-44 ans    | 12,7   |
| 6,6    | 15-29 ans    | 1,8    |
| 8,2    | 0-14 ans     | 18,2   |

| Hommes | Classe d’âge | Femmes |
| ------ | ------------ | ------ |
| 0,9    | 90 ou +      | 2,5    |
| 8,4    | 75-89 ans    | 11,7   |
| 20,4   | 60-74 ans    | 20,5   |
| 21,3   | 45-59 ans    | 20,3   |
| 16,8   | 30-44 ans    | 16,3   |
| 15,2   | 15-29 ans    | 13,2   |
| 17     | 0-14 ans     | 15,6   |

## Économie

### Emploi
| Division       | 2008  | 2013  | 2018  |
| -------------- | ----- | ----- | ----- |
| Commune        | 7,5 % | 9,2 % | 5,6 % |
| Département    | 6,3 % | 7,7 % | 7,7 % |
| France entière | 8,3 % | 10 %  | 10 %  |

En 2018, la population âgée de 15 à 64 ans s'élève à 55 personnes, parmi lesquelles on compte 75,9 % d'actifs (70,3 % ayant un emploi et 5,6 % de chômeurs) et 24,1 % d'inactifs,. En  2018, le taux de chômage communal (au sens du recensement) des 15-64 ans est inférieur à celui de la France et département, alors qu'en 2008 il était supérieur à celui du département et inférieur à celui de la France.
La commune est hors attraction des villes,. Elle compte 28 emplois en 2018, contre 25 en 2013 et 29 en 2008. Le nombre d'actifs ayant un emploi résidant dans la commune est de 41, soit un indicateur de concentration d'emploi de 69,5 % et un taux d'activité parmi les 15 ans ou plus de 42,6 %.
Sur ces 41 actifs de 15 ans ou plus ayant un emploi, 27 travaillent dans la commune, soit 68 % des habitants. Pour se rendre au travail, 50 % des habitants utilisent un véhicule personnel ou de fonction à quatre roues, 15 % s'y rendent en deux-roues, à vélo ou à pied et 34,9 % n'ont pas besoin de transport (travail au domicile).

## Culture locale et patrimoine

### Lieux et monuments
- Église Notre-Dame-de-l'Assomption des XIIe siècle, XVe et XVIe siècles. Au chevet roman a été ajoutée une nef gothique, complétée au XVe siècle par une façade ouest à clocher-mur. Intérieur, décors et aménagement du XIXe siècle. Le 14 juin 2002 : l'église en totalité, le cimetière avec son enfeu, et le mur de clôture, sont inscrits au titre des monuments historiques par arrêté du 14 juin 2002[25].
- Grotte de la Beaume avec source miraculeuse et sanctuaire marial.
- Château du Villard du XVIe siècle remanié au XIXe siècle (privé).
- Le Marconnès : dans une bâtisse (Capitainerie) remontant au XVIe siècle, hôtel, restaurant, bar, terrasse, camping, et piscine.

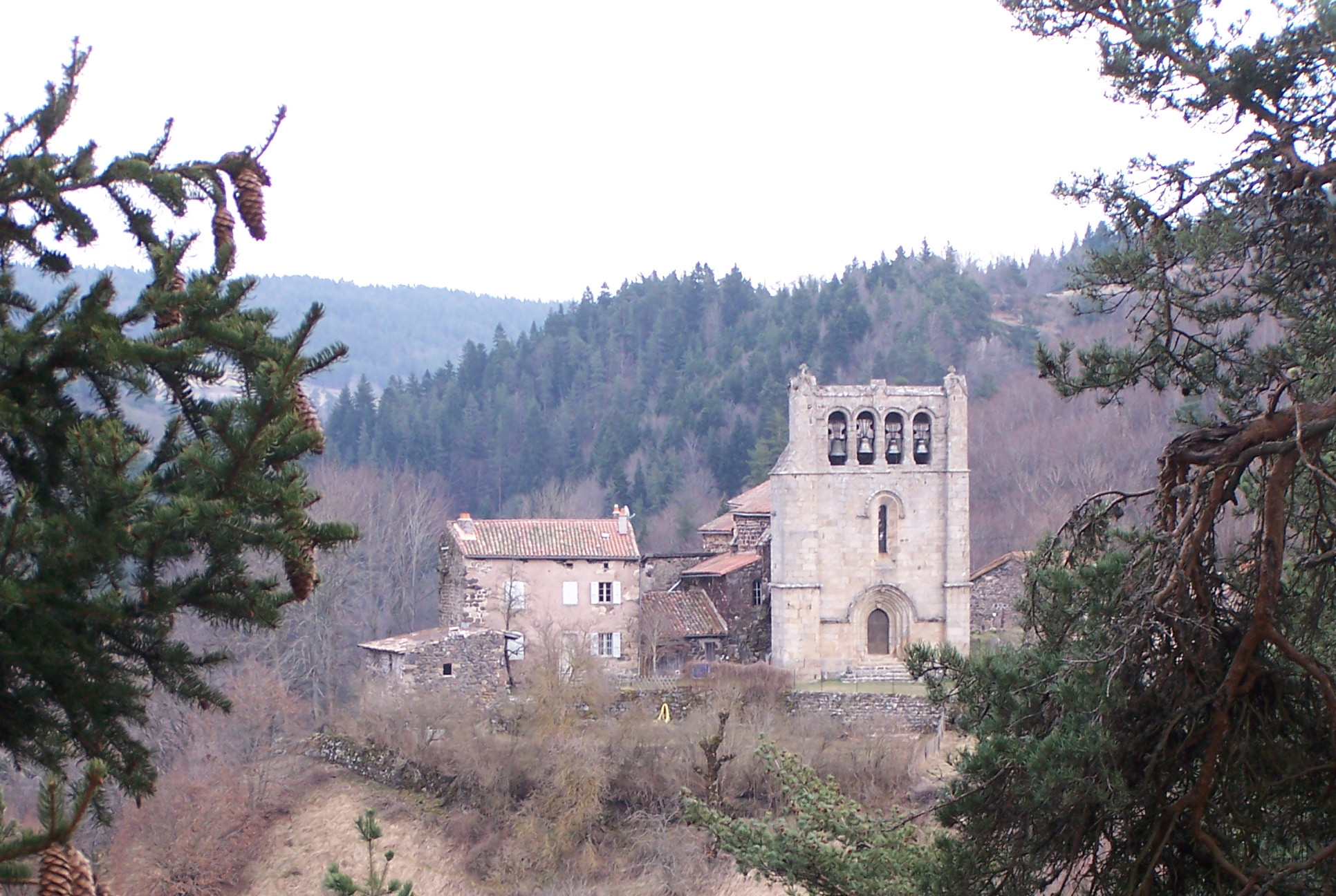
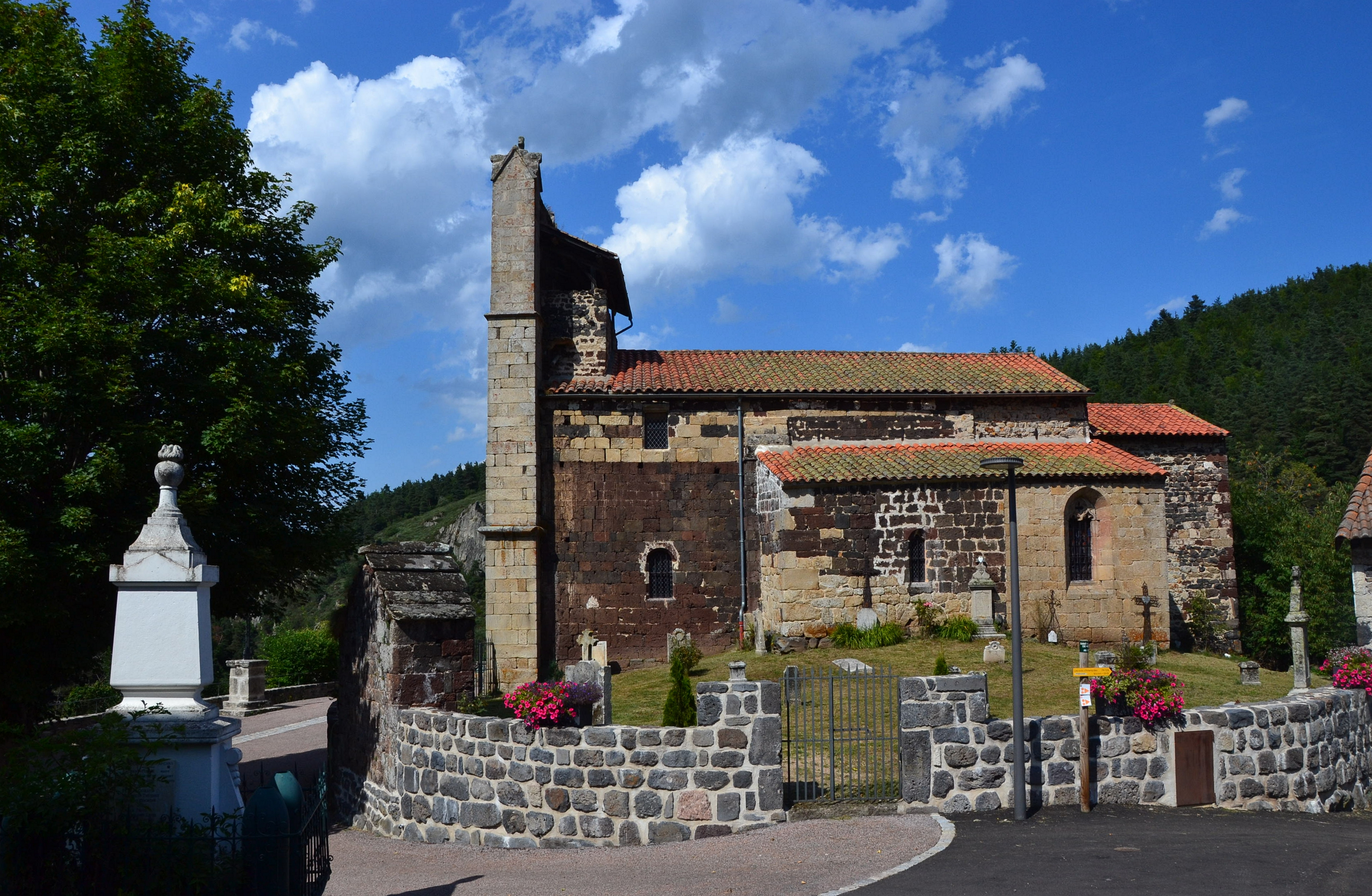
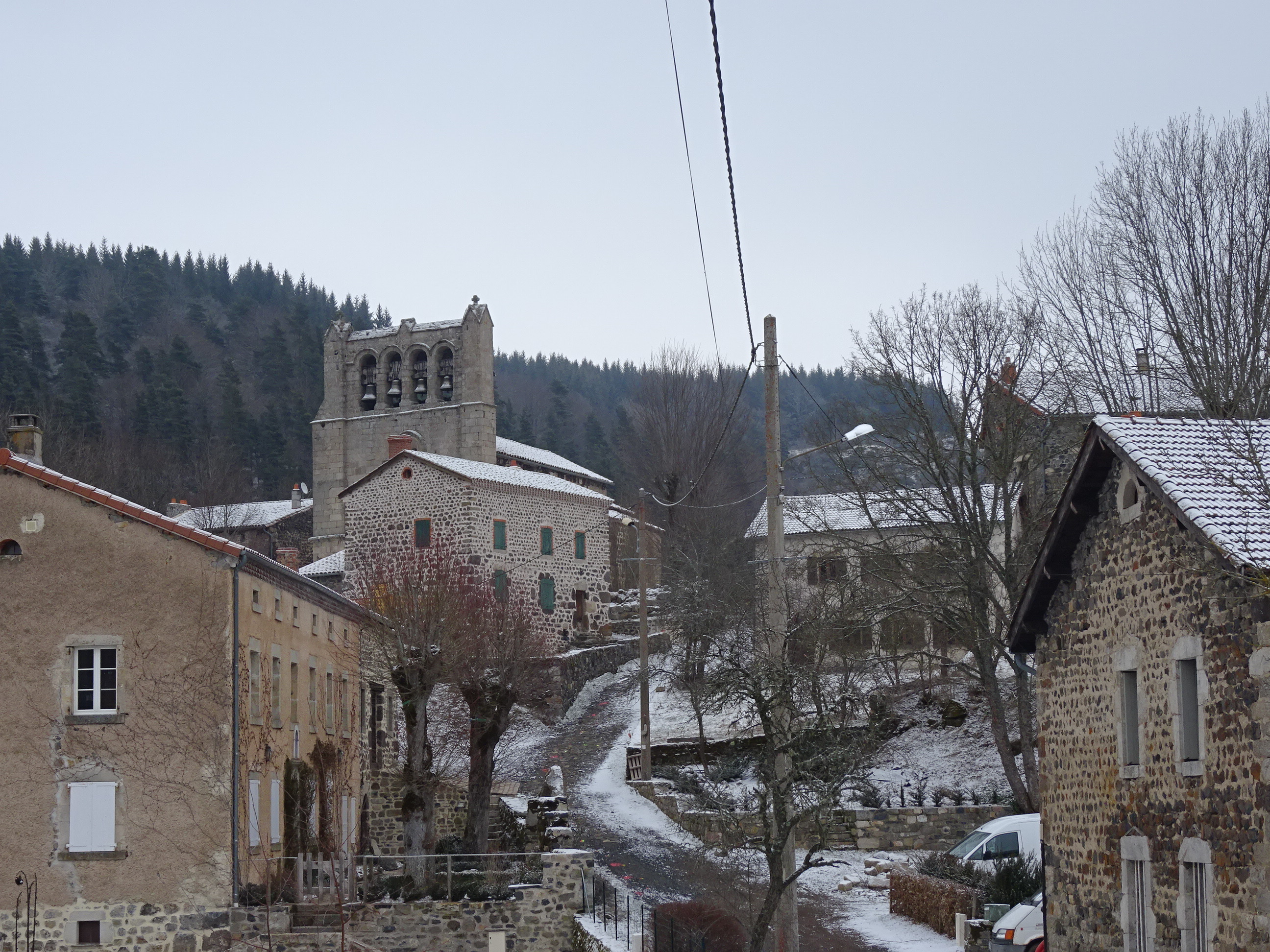

### Personnalités liées à la commune
- Jean-Baptiste Barthélemy (1887-1960), frère du Sacré-Cœur, professeur et directeur d'écoles chrétiennes aux États-Unis.
- Jean Roux, prêtre des Missions étrangères, décédé le 30 octobre 1790 au Tonkin.
- Gui Boutavin de Mortessagnes (1714-1796).